# Щецин-Поможаны (станция электрички)
«Щецин-Поможаны» — железнодорожная станция и планируемая пассажирская станция Щецинской метрополийной электрички. Расположится в округе Поможаны, по котором и получила своё название. Открытие реконструированной станции запланировано на 2022 год.

## История
Станция была открыта в 1984 году и заменила одноименную станцию, существовавшую с 1898 по 1950-е годы, которая находилась к югу от сегодняшнего местоположения. После закрытия железнодорожной линии на Полице для пассажирских перевозок 30 сентября 2002 года, станция служит только как грузовая.

## Проектирование
В рамках проекта Щецинской метрополийной электрички планируется добавить вторую платформу и построить стоянки для автомобилей. Станция будет соединена с проспектом Повстанцев Великопольских лестницей и лифтами. 